# ویاچسلاو ایوانویچ ایوانف
ویاچسلاو ایوانویچ ایوانف (به روسی: Вячесла́в Ива́нович Ива́нов) (زاده ۲۸ فوریهٔ ۱۸۶۶ - درگذشته ۱۶ ژوئیه ۱۹۴۹) شاعر، نمایشنامه‌نویس، فیلسوف، مترجم و منتقد ادبی روس بود. وی متعلق به جریان نمادگرایان روسی محسوب می‌شود.

## زندگی‌نامه
ویاچسلاو ایوانف در مسکو متولد شد، به دانشگاه مسکو رفت ولی پس از سال دوم به برلین رفت و تحصیلاتش را در دانشگاه برلین دنبال کرد. او تا سال ۱۹۰۵ در اروپا ماند و در کشورهای آلمان، فرانسه، ایتالیا و بریتانیا زندگی کرد. اولین کتاب شعرش در سال ۱۹۰۳ در سن‌پترزبورگ منتشر شد که مورد توجه چندانی قرار نگرفت. در همان سال ایوانف در پاریس درسی دربارهٔ دیونیسوس ارائه داد که انتشارش نام وی را به عنوان متفکر مذهبی بر سر زبان‌ها انداخت.

ایوانف به روسیه بازگشت و در سن‌پترزبورگ ساکن شد. خانه بزرگش در آنجا تبدیل به یکی از مراکز فرهنگی روسیه شد که در آن بحث و گفتگوها و نشست‌های شاعرانه، فلسفی و سیاسی در می‌گرفت. در حد فاصل سال‌های ۱۹۰۵ تا ۱۹۱۴ وی به عنوان یکی از نظریه‌پردازان و پیشروان جنبش نمادگرایی در روسیه شهرت یافت.

ایوانف انقلاب ۱۹۱۷ را به دلیل ماهیت غیرمذهبیش هیچ‌گاه مورد تأیید قرار نداد اگرچه مخالفتی هم با حکومت جدید نکرد و در سمت‌های دولتی به کار ادامه داد. در سال ۱۹۲۰ به باکو رفت و در دانشگاه آنجا مشغول به تدریس شد و در نهایت در سال ۱۹۲۴ به رم نقل مکان کرد و هیچ‌گاه به روسیه بازنگشت.

ایوانف در سال ۱۹۴۹ در رم درگذشت.